# شهرداری مقاریه
شهرداری مقاریه (به عربی: بلدية المقارية) یک شهرداری در الجزایر است که در استان الجزیره واقع شده‌است.